# Lacy Clay
William Lacy Clay Jr., dit Lacy Clay, est un homme politique américain, né le 27 juillet 1956 à Saint-Louis (Missouri). Membre du Parti démocrate, il représente le Missouri à la Chambre des représentants des États-Unis de 2001 à 2021.

## Biographie

### Études et débuts en politique
Lacy Clay est le fils de Bill Clay, activiste des droits civiques et représentant démocrate du Missouri de 1968 à 2001. Lorsque son père est au Congrès, il étudie à l'université du Maryland où il obtient son bachelor of arts en 1983.
Il est élu à la Chambre des représentants du Missouri (en) en 1983 à l'occasion d'une élection partielle. Il rejoint le Sénat du Missouri en 1991,.

### Représentant des États-Unis
En 2000, Bill Clay prend sa retraite politique. Lacy Clay est alors candidat à la Chambre des représentants des États-Unis pour lui succéder dans le 1er district du Missouri,. Il est facilement élu dans ce bastion démocrate de Saint-Louis avec 75,2 % des voix
. Il est largement réélu tous les deux ans entre 2002 et 2010 avec des scores compris entre 70 % et 75 % des suffrages. Il obtient même 86,9 % des voix en 2008, sans candidat républicain face à lui.
À l'occasion du redécoupage de 2012, le 3e district du Missouri disparaît, disloqué entre le 1er district et des districts plus favorables aux républicains. Son représentant, le démocrate Russ Carnahan, choisit de se présenter face à Clay, qui avait soutenu ce redécoupage. Dans ce district majoritairement afro-américain, la question de la couleur de peau n'est pas absente de la campagne, Clay avançant que sa défaite serait un recul pour les afro-américains. Il remporte largement la primaire avec 63 % des voix contre 23 % pour Carnahan. Lors de l'élection générale, il est réélu représentant avec 78,7 % des suffrages.
En 2014, il est reconduit à la Chambre des représentants avec 73 % des voix.

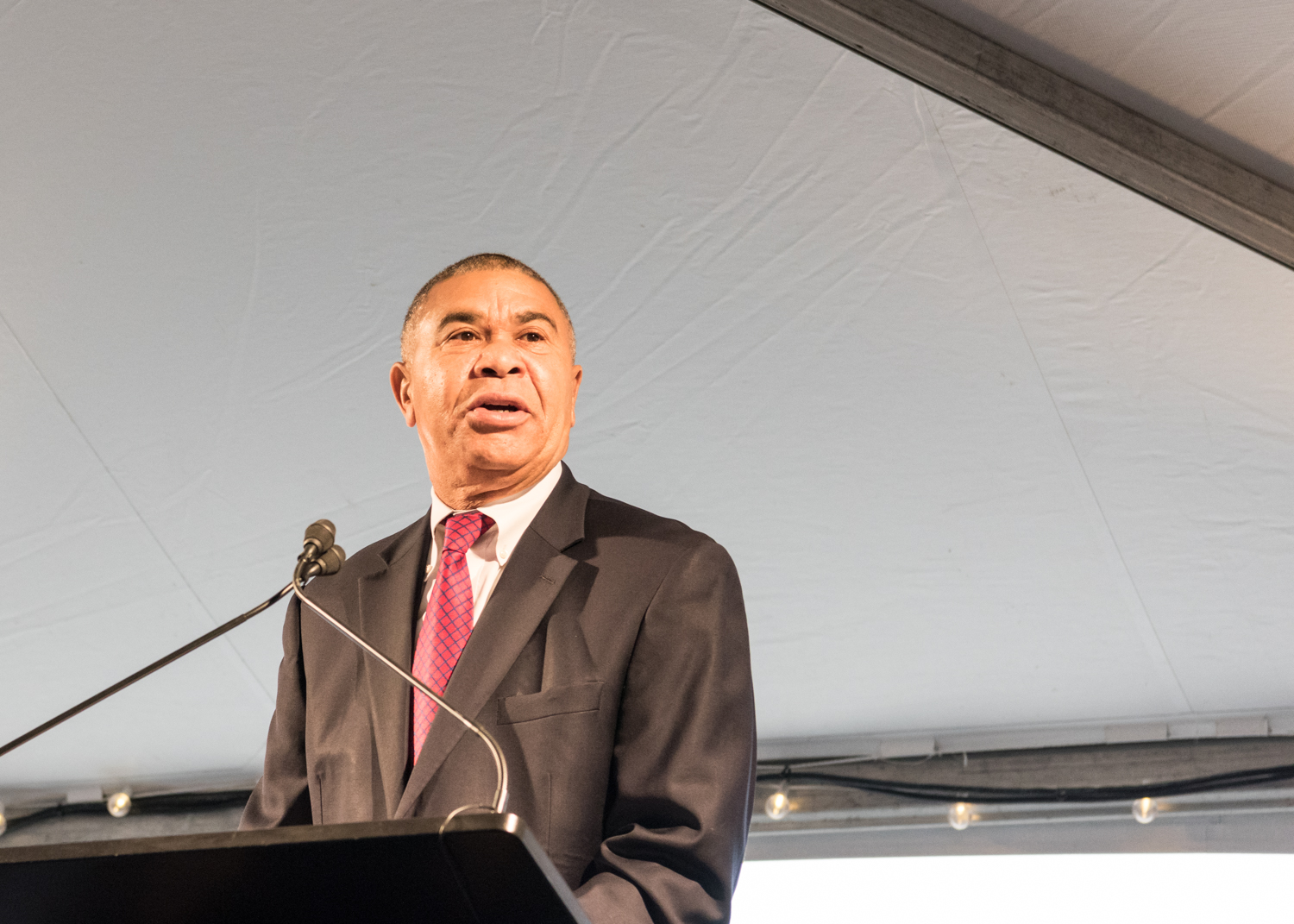
Lacy Clay en 2019.

Il est candidat à un nouveau mandat lors des élections de 2016. Dans la primaire démocrate, il affronte Bill Haas, membre du conseil des écoles de Saint-Louis, et la sénatrice Maria Chappelle-Nadal, qui lui reproche son absence du Missouri (en particulier à Ferguson après l'affaire Michael Brown). Soutenu par le président Barack Obama, il remporte assez facilement la primaire avec 62,6 % des suffrages. Il est réélu en novembre avec 75,5 % des voix.
Il remporte la primaire démocrate de 2018 face à Cori Bush, membre des Justice Democrats (en), et deux autres rivaux avec 56,7 % des suffrages. Il remporte ensuite facilement l'élection face à Robert Vroman, le candidat républicain avec 80 % de voix contre 17 % pour son adversaire, lui permettant d'enchaîner un dixième mandat successif.
Clay est une nouvelle fois opposé à Cori Bush lors de la primaire démocrate de 2020. La candidate a cependant acquis une certaine notoriété grâce au documentaire Cap sur le Congrès, qui suit une partie de sa campagne de 2018. Les primaires se tiennent dans un contexte de crise sanitaire et de manifestations contre le racisme, voyant de nombreux candidats de la gauche du Parti démocrate réaliser de bons scores,. Ne rassemblant que 45 % des voix, Lacy Clay est battu par Bush qui réunit 49 % des suffrages, notamment porté par ses bons résultats dans la ville de Saint-Louis.

### Vie privée
Lacy Clay épouse sa femme Ivie en 1992. En 2009, Clay souhaite divorcer mais sa femme révèle avoir appris cette nouvelle par la presse.

## Positions politiques
Lacy Clay est démocrate progressiste. Il est notamment favorable à une couverture santé universelle et au Green New Deal.